# 阿方斯·贝蒂荣

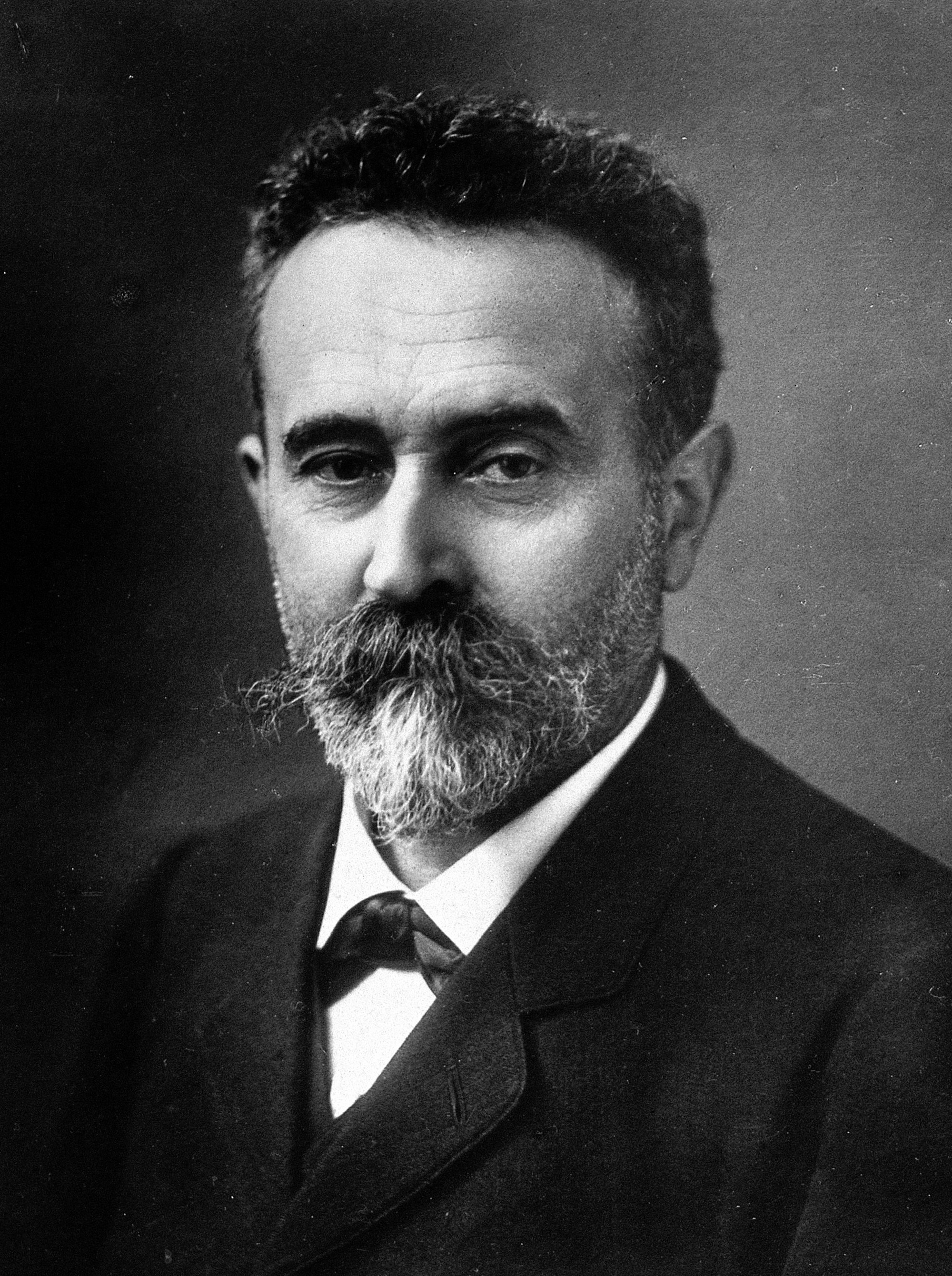
阿方斯·贝蒂荣

阿方斯·贝蒂荣（法語：Alphonse Bertillon，法語發音：[alfɔ̃s bɛʁtijɔ̃]；1853年4月24日—1914年2月13日）是法国的一位警官和生物识别技术研究者。他创建了身体测量的识别系统，将人体测量学应用于执法。人体测量学是警方认定罪犯最早的一套科学系统。在此之前，罪犯仅仅只能通过姓名和照片来被认定。人体测量学方法最终被指纹鉴定所取代。
贝蒂荣也是面部照片的发明者。拍摄罪犯的照片开始于1840年代，也就是发明照相技术后的几年以后，但贝蒂荣在1888年将其标准化。